# هارفي أي شليزنجر
هارفي أي شليزنجر (بالإنجليزية: Harvey E. Schlesinger)‏ (و. 1940 – م) هو محام، وقاض من الولايات المتحدة الأمريكية .